# Jiří Polanský (Volleyballspieler)
Jiří Polanský (* 13. November 1981 in Brandýs nad Labem) ist ein ehemaliger tschechischer Volleyballspieler, der heute als Beachvolleyball-Trainer arbeitet.

## Leben
Da Jiří Polanský aus einem sportbegeisterten Elternhaus stammte, kam er früh in Verbindung mit verschiedenen Sportarten. Durch seinen Schwager gelangte er zum Beachvolleyball und spielte für Aero Odolena Voda. Zusammen mit dem heutigen tschechischen Nationalspieler Peter Platenik erreichte er mit 18 Jahren bei der U21-Europameisterschaft in Halle den siebten Platz. Danach stieg er ins Hallenteam seines Vereins um und wurde mit diesem zwei Jahre später tschechischer Meister. Ein Jahr später wechselte er mit der gesamten Mannschaft zu Kladno Volejbal und kam dort in der Champions League zum ersten Mal in Kontakt mit dem VfB Friedrichshafen.
Nach dem Auslaufen seines Vertrages wechselte der inzwischen 24-Jährige für die Saison 2006/07 nach Friedrichshafen in die Bundesliga und ersetzte den bisherigen Stammspieler Alexis Valido. Im Januar hatte er jedoch einen Bandscheibenvorfall und wurde zunächst durch Sebastian Schwarz, dann durch Markus Steuerwald ersetzt, der aus dem YoungStars-Team stammte. Somit war Polanský auch nicht in den entscheidenden Spielen der Championsleague und der Deutschen Meisterschaft beteiligt, die der VfB in dieser Saison gewann. Am Ende der Saison des Triplegewinnes verließ er den Verein.